# Ljubljanski glasbeni konservatorij
Ljubljanski glasbeni konservatorij je nastal leta 1919 po dolgoletnih prizadevanjih društva Glasbene matice, ki je tedaj štelo preko 1100 članov. Njegova predhodnica je bila Šola ljubljanske Glasbene matice, ki je že pred tem izpolnjevala pogoje za ustanovitev oziroma preimenovanje v konservatorij, prvi na področju tedanje Jugoslavije (tedaj SHS). Vključevala je pouk večine pomembnih teoretičnih in praktičnih vokalnih in instrumentalnih predmetov. Prvi ravnatelj konservatorija je bil Matej Hubad. Študijski program te ustanove je obsegal tako nižjo kot srednjo in visoko izobrazbeno stopnjo. Leta 1926 se je Šola Glasbene matice finančno in administrativno ločila od konservatorija, ki je postal podržavljen. Leta 1939 je na njegovih temeljih nastala Akademija za glasbo. Njen prvi dekan (tedaj je veljal naziv »rektor«) je bil Julij Betetto. 